# 洛浦街道 (洛阳市)
洛浦街道，是中华人民共和国河南省洛陽市老城区下辖的一个乡镇级行政单位。

## 行政区划
洛浦街道下辖以下地区：
浦东社区、浦西社区、新生村、烧沟村、工农村和岳村。